# Římskokatolická farnost Mimoň
Římskokatolická farnost Mimoň (něm. Niemes) je církevní správní jednotka sdružující římské katolíky na území města Mimoň a v jeho okolí. Organizačně spadá do českolipského vikariátu, který je jedním z 10 vikariátů litoměřické diecéze. Centrem farnosti je kostel svatého Petra a Pavla v Mimoni.

## Historie farnosti

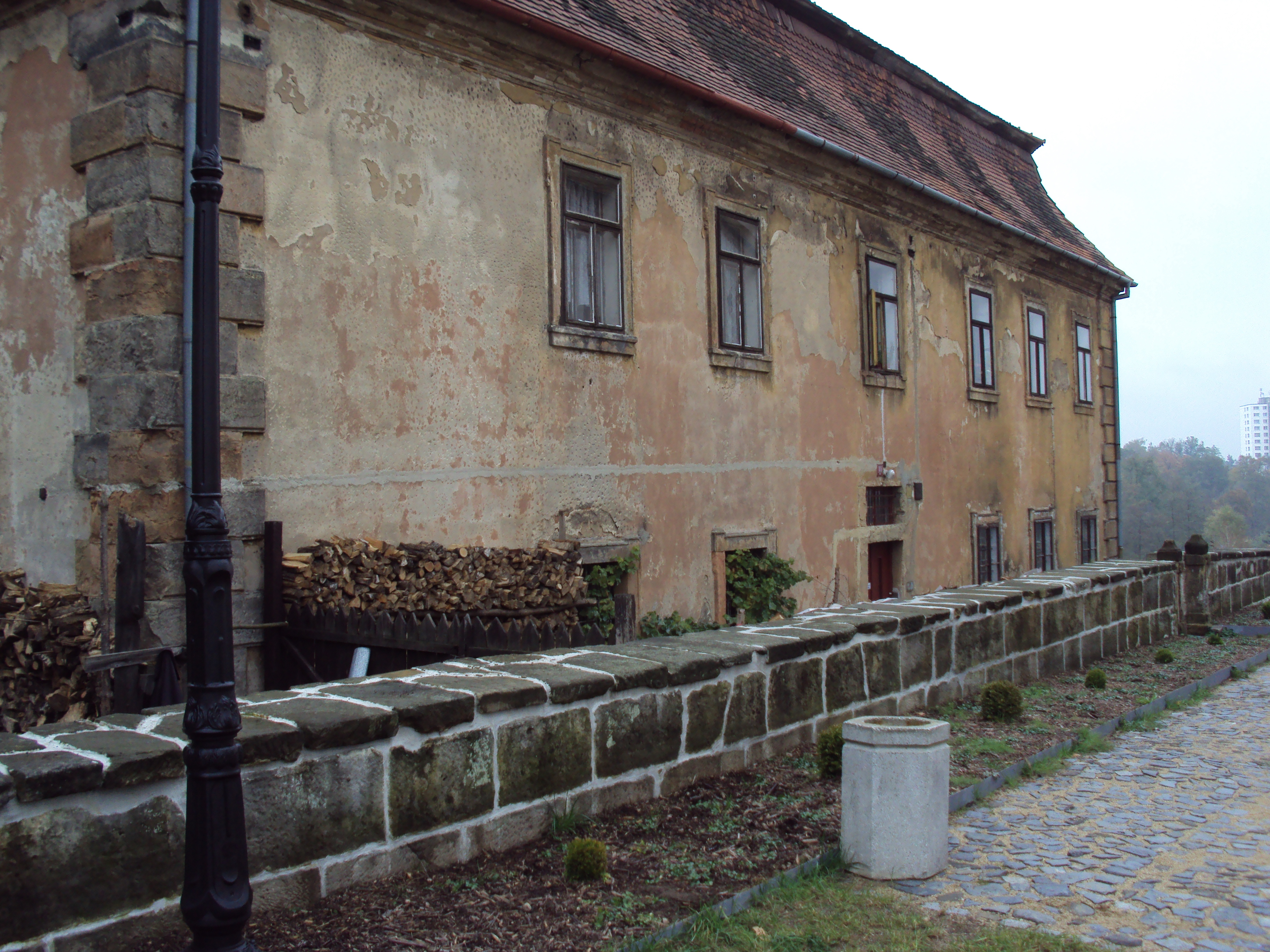
Budova fary v Mimoni v roce 2010

První zprávy o mimoňské farnosti jsou z roku 1352, a první kněz je znám jménem z roku 1377. Farní kostel svatých Petra a Pavla je nepřehlédnutelnou mimoňskou dominantou. Do současné podoby byl upraven v 60. letech 17. století (architekt Giulio Broggio). V roce 1678 byla v sousedství kostela vybudována nová fara. Farní kroniky jsou vedeny od roku 1616.
Historie farního kostela je nedílnou součástí historie vývoje celé farnosti.

### Duchovní správcové vedoucí farnost
Začátek působnosti jmenovaného v duchovní správě farnosti od:
- 1370 Henricus
- 1377 Nicolaus z Eulau, † 1393
- 1393 Cunigo z Vojšic
- 1408 Wenceslaus
- 1411 Eustachius z Mnich. Hradiště, † 1411
- 1411 Sebestianus ze Zákup
- 1425 Gallenus
- 1538 Georgius Rössl
- 16xx Joachym Becker
- 1643 Netchwich
- 1645 Ziegler, † 1650[2]
- 1651 David Ignatz Klehr, n. Mimoň[3]
- 1656 Petreyus
- 1658 Günther, † 24. 12. 1667
- 1667 Václav František Mönnich, psáno též Mönich (farář, světitel mimoňské křížové cesty a kaple Božího hrobu dne 22. dubna 1668)
- 1697 Frülewirth
- 1702 Vielkind
- 1719 Püschel
- 1735 Baugut
- 1752 Busati von Campanien
- 1765 Joann. Paul. Fischer
- 1782 Ioann. Georg. Frank
- 1784 Josef Christoph Bothe, n. 23. 7. 1743 Niemes, o. x. x. 1769, † 29. 1. 1824[2]
  - 1806 Anton Schneider, n. 30. 11. 1756 Mimoň, o. 10. 8. 1785, † 7. 1. 1837, kaplan
  - 1806 Franz Blasius Girschik, kaplan[3]
- 1824 Anton Schneider, n. 30. 11. 1756 Mimoň, o. 10. 8. 1785, † 7. 1. 1837
- 1837 Adalb. Würfel, n. 2. 8. 1789 Brimsens., o. 23. 3. 1812
- 1873 Ign. Haase, n. 30. 12. 1816 Niemes, o. 25. 7. 1843, † 22. 4. 1885
- 1882 Franc. Czakert, n. 14. 1. 1843 Lipens., o. 15. 7. 1867, † 24. 8. 1912
- 1911 par. vacat, admin. interc. Alfred Svoboda
- 1911 Bern. Glaser, n. 29. 3. 1870 Dörfel, o. 7. 7. 1895
- 1. 7. 1943 par. vacat, admin. int. Ruprecht. Ripp
- 1. 7. 1946 Adolph. Woletz (Adolf Wolletz), admin. exc. z Holan
- 1. 9. 1948 Jan Surý SDB, 18. 10. 1912 Frýdek-Místek, o. 1937, † 14. 12. 1969 Zákupy
- 28. 6. 1950 Vojtěch Kulísek OFM Cap., 17. 4. 1911 Loučany, o. 18. 3. 1934, † 18. 3. 1994
- 27. 8. 1953 Rudolf Sitte, n. 16. 1. 1910 Hrádek nad Nisou, 24. 6. 1934 Litoměřice, † 8. 2. 1983 Hrádek nad Nisou
- 1. 6. 1959 Josef Tržický, n. 7. 3. 1914 Kamenné Zboží, † 9. 9. 1961
- 25. 11. 1961 Jan Böhm, n. 2. 9. 1908 Praha, o. 24. 6. 1934 Litoměřice, † 20. 12. 1979
- 1. 8. 1972 Tomáš Václav Pospíšil, OP, admin.
- 1. 8. 1975 Vladimír Jedlička, admin., n. 31. 8. 1932 Cifer (SK), o. 24. 6. 1972 Litoměřice, † 5. 10. 2021
- 1. 6. 1986 Václav Horniak, SVD, farář
- 1. 8. 1994 Štefan Bednár, n. 27. 6. 1963 Poprad, o. 20. 6. 1989 Praha
- 5. 10. 1994 Tomáš Kuba
- 2004 Milan Matfiak, admin.
- 2005 Václav Horniak, SVD, admin.; od 1. 7. 2015 farář; 6. 2. 2019 – 31. 12. 2019 admin. in spiritualibus
- 1. 12. 2014 Richard Cenker, SVD, farní vikář; od 6. 2. 2019 admin. in materialibus; od 1. 1. 2020 admin.[2]

Kromě kněží stojících v čele farnosti, působili ve farnosti v průběhu její historie i jiní kněží. Většinou pracovali jako farní vikáři, kaplani, katecheté, výpomocní duchovní aj.

## Území farnosti
Do farnosti náleží území těchto obcí:
- Boreček
- Mimoň
- Pertoltice pod Ralskem
- Vranov pod Ralskem

## Římskokatolické sakrální stavby na území farnosti
| | Fotografie | Stavba                    | Místo                  | Bohoslužby                      | Zeměpisné souřadnice             | Status       | Číslo kulturní památky           |
| Kostel | Kostel     | Kostel                    | Kostel                 | Kostel                          | Kostel                           | Kostel       | Kostel                           |
| --- | ---------- | ------------------------- | ---------------------- | ------------------------------- | -------------------------------- | ------------ | -------------------------------- |
| 1. |            | Kostel sv. Petra a Pavla  | Mimoň                  | bližší informace o bohoslužbách | 50°39′18″ s. š., 14°43′27″ v. d. | farní kostel | 19644/5-3146 (Pk•MIS•Sez•Obr•WD) |
| Kaple |            |                           |                        |                                 |                                  |              |                                  |
| 2. |            | Kaple Božího hrobu        | Mimoň                  | bližší informace o bohoslužbách | 50°39′42″ s. š., 14°43′32″ v. d. | kaple        | 29664/5-3145 (Pk•MIS•Sez•Obr•WD) |
| 3. |            | Kaple sv. Prokopa         | Pertoltice pod Ralskem | bližší informace o bohoslužbách | 50°40′46″ s. š., 14°28′47″ v. d. | kaple        | —                                |
| 4. |            | Kaple Nejsvětější Trojice | Vranov                 | bližší informace o bohoslužbách | 50°39′54″ s. š., 14°45′6″ v. d.  | kaple        | —                                |
| Některé drobné sakrální stavby a pamětihodnosti lze dohledat zde v databázi Drobné sakrální památky Zaniklé sakrální stavby lze dohledat zde v databázi Poškozené a zničené kostely, kaple a synagogy v České republice |            |                           |                        |                                 |                                  |              |                                  |

Ve farnosti se mohou nacházet i další drobné sakrální stavby, místa římskokatolického kultu a pamětihodnosti, které neobsahuje tato tabulka.

## Farní obvod
Z důvodu efektivity duchovní správy byl vytvořen farní obvod (kolatura) sestávající z přidružených farností spravovaných excurrendo z Mimoně. 
Přehled těchto kolatur je v tabulce farních obvodů českolipského vikariátu.